# Boxe nos Jogos Olímpicos de Verão de 1948
O boxe nos Jogos Olímpicos de Verão de 1948 foi realizado em Londres, no Reino Unido, com oito eventos disputados.

## Eventos do boxe
Masculino: Peso mosca | Peso galo | Peso pena | Peso leve | Peso meio-médio | Peso médio | Peso meio-pesado | Peso pesado

## Peso mosca (até 51kg)
| Pos. | País                | Atletas             |
| ---- | ------------------- | ------------------- |
|      | Argentina (ARG)     | Pascual Pérez       |
|      | Itália (ITA)        | Spartaco Bandinelli |
|      | Coreia do Sul (KOR) | Han Soo-An          |

## Peso galo (até 54kg)
| Pos. | País             | Atletas             |
| ---- | ---------------- | ------------------- |
|      | Hungria (HUN)    | Tibor Csik          |
|      | Itália (ITA)     | Gianbattista Zuddas |
|      | Porto Rico (PUR) | Juan Venegas        |

## Peso pena (até 58kg)
| Pos. | País                | Atletas           |
| ---- | ------------------- | ----------------- |
|      | Itália (ITA)        | Ernesto Formenti  |
|      | África do Sul (RSA) | Dennis Shepherd   |
|      | Polônia (POL)       | Aleksy Antkiewicz |

## Peso leve (até 62kg)
| Pos. | País                | Atletas        |
| ---- | ------------------- | -------------- |
|      | África do Sul (RSA) | Gerald Dreyer  |
|      | Bélgica (BEL)       | Joseph Vissers |
|      | Dinamarca (DEN)     | Svend Wad      |

## Peso meio-médio (até 67kg)
| Pos. | País                 | Atletas              |
| ---- | -------------------- | -------------------- |
|      | Checoslováquia (TCH) | Július Torma         |
|      | Estados Unidos (USA) | Horace Herring       |
|      | Itália (ITA)         | Alessandro D'Ottavio |

## Peso médio (até 73kg)
| Pos. | País               | Atletas       |
| ---- | ------------------ | ------------- |
|      | Hungria (HUN)      | László Papp   |
|      | Grã-Bretanha (GBR) | John Wright   |
|      | Itália (ITA)       | Ivano Fontana |

## Peso meio-pesado (até 80kg)
| Pos. | País                | Atletas       |
| ---- | ------------------- | ------------- |
|      | África do Sul (RSA) | George Hunter |
|      | Grã-Bretanha (GBR)  | Donald Scott  |
|      | Argentina (ARG)     | Mauro Cia     |

## Peso pesado (+ 80kg)
| Pos. | País                | Atletas         |
| ---- | ------------------- | --------------- |
|      | Argentina (ARG)     | Rafael Iglesias |
|      | Suécia (SWE)        | Gunnar Nilsson  |
|      | África do Sul (RSA) | John Arthur     |

## Quadro de medalhas do boxe
| Ordem | País               | Medalha de ouro | Medalha de prata | Medalha de bronze | Total |
| ----- | ------------------ | --------------- | ---------------- | ----------------- | ----- |
| 1     | RSA África do Sul  | 2               | 1                | 1                 | 4     |
| 2     | ARG Argentina      | 2               | 0                | 1                 | 3     |
| 3     | HUN Hungria        | 2               | 0                | 0                 | 2     |
| 4     | ITA Itália         | 1               | 2                | 2                 | 5     |
| 5     | TCH Checoslováquia | 1               | 0                | 0                 | 1     |
| 6     | GBR Grã-Bretanha   | 0               | 2                | 0                 | 2     |
| 7     | BEL Bélgica        | 0               | 1                | 0                 | 1     |
| 7     | USA Estados Unidos | 0               | 1                | 0                 | 1     |
| 7     | SWE Suécia         | 0               | 1                | 0                 | 1     |
| 10    | KOR Coreia do Sul  | 0               | 0                | 1                 | 1     |
| 10    | DEN Dinamarca      | 0               | 0                | 1                 | 1     |
| 10    | POL Polônia        | 0               | 0                | 1                 | 1     |
| 10    | PUR Porto Rico     | 0               | 0                | 1                 | 1     |